# Traktat o funkcjonowaniu Unii Europejskiej
Traktat o funkcjonowaniu Unii Europejskiej (TFUE) – główny akt prawa pierwotnego Unii Europejskiej (obok Traktatu o Unii Europejskiej). Stanowi część dorobku prawnego Unii od 2009 roku, kiedy to wszedł w życie traktat z Lizbony. Wcześniej funkcjonował pod nazwą Traktat ustanawiający Europejską Wspólnotę Gospodarczą (1958–1993) oraz Traktat ustanawiający Wspólnotę Europejską (1993–2009).

## Nazwa
Pierwotnie, tworząc Europejską Wspólnotę Gospodarczą, dokument w latach 1958-1992 nosił nazwę Traktat ustanawiający Europejską Wspólnotę Gospodarczą. W 1992 na podstawie Traktatu z Maastricht, w związku z przekształceniem EWG we Wspólnotę Europejską, zmieniono nazwę umowy na Traktat ustanawiający Wspólnotę Europejską. Obecne brzmienie nadał dokumentowi Traktat lizboński z 2007 roku, który skutkował przekształceniem WE w Unię Europejską.

## Struktura
Wersja obowiązująca zawiera preambułę oraz 358 artykułów zgrupowanych w siedmiu częściach.
- Część I Zasady 
  1. Kategorie i Dziedziny Kompetencji Unii
  2. Postanowienia Ogólne
- Część II Niedyskryminacja i Obywatelstwo Unii
- Cześć III Polityki i Działania Wewnętrzne Unii
  1. Rynek Wewnętrzny
  2. Swobodny Przepływu Towarów (unia celna, współpraca celna, zakaz ograniczeń ilościowych między państwami członkowskim)
  3. Rolnictwo i Rybołówstwo
  4. Swobodny Przepływ Osób, Usług, Kapitału (pracownicy, prawo przedsiębiorczości, usługi, kapitał i płatności)
  5. Przestrzeń Wolności Bezpieczeństwa i Sprawiedliwości (postanowienia ogólne, polityki dotyczące kontroli granicznej, azylu i migracji, współpraca sądowa w sprawach cywilnych, współpraca sądowa w sprawach karnych, współpraca policyjna)
  6. Transport
  7. Wspólne Reguły w Dziedzinie Konkurencji, Podatków i Zbliżenia Ustawodawstw (reguły konkurencji, pomoc przyznawana przez państwa, postanowienia podatkowe, zbliżanie ustawodawstw)
  8. Polityka Gospodarcza i Pieniężna (postanowienia instytucjonalne, postanowienia szczególne dla państw członkowskich, których walutą jest euro)
  9. Zatrudnienie
  10. Polityka Społeczna
  11. Europejski Fundusz Społeczny
  12. Edukacja, Kształcenie Zawodowe, Młodzież i  Sport
  13. Kultura
  14. Zdrowie Publiczne
  15. Ochrona Konsumentów
  16. Sieci Transeuropejskie
  17. Przemysł
  18. Spójność Gospodarcza, Społeczna, Terytorialna
  19. Badania, Rozwój Technologiczny, Przestrzeń Kosmiczna
  20. Środowisko Naturalne
  21. Energetyka
  22. Turystyka
  23. Ochrona Ludności
  24. Współpraca Administracyjna
- Część IV Stowarzyszenie Krajów i Terytoriów Zamorskich
- Część V Działania Zewnętrzne Unii 
  1. Postanowienia Ogólne
  2. Wspólna Polityka Handlowa
  3. Współpraca z Państwami Trzecimi i Pomoc Humanitarna (współpraca na rzecz rozwoju, współpraca gospodarcza, finansowa, techniczna z państwami trzecimi, pomoc humanitarna,
  4. Środki Ograniczające
  5. Umowy Międzynarodowe
  6. Stosunki Unii z Organizacjami Międzynarodowymi i  Państwami trzecimi oraz Delegatury Unii
  7. Klauzula Solidarności
- Część VI Postanowienia Instytucjonalne i Finansowe 
  1. Postanowienia Instytucjonalne (instytucje: Parlament Europejski, Rada Europejska, Rada, Komisja, Trybunał Sprawiedliwości, Europejski Bank Centralny; akty prawne Unii, procedury przyjmowania i inne postanowienia, organy doradcze Unii: Komitet Ekonomiczno-Społeczny, Komitet Regionów)
  2. Postanowienia Finansowe (zasoby własne Unii, Wieloletnie ramy finansowe, roczny, budżet Unii, wykonanie budżetu i absolutorium, zwalczanie nadużyć finansowych)
  3. Wzmocniona Współpraca
- Część VII Postanowienia Ogólne i Końcowe